# Quincy (Míchigan)
Quincy es una villa ubicada en el condado de Branch en el estado estadounidense de Míchigan. En el Censo de 2010 tenía una población de 1652 habitantes y una densidad poblacional de 0,52 personas por km².

## Geografía
Quincy se encuentra ubicada en las coordenadas 41°56′36″N 84°53′6″O / 41.94333, -84.88500. Según la Oficina del Censo de los Estados Unidos, Quincy tiene una superficie total de 3159.79 km², de la cual 3159.77 km² corresponden a tierra firme y (0%) 0 km² es agua.

## Demografía
Según el censo de 2010, había 1652 personas residiendo en Quincy. La densidad de población era de 0,52 hab./km². De los 1652 habitantes, Quincy estaba compuesto por el 96.85% blancos, el 0.54% eran afroamericanos, el 0.24% eran amerindios, el 0.42% eran asiáticos, el 0% eran isleños del Pacífico, el 0.61% eran de otras razas y el 1.33% pertenecían a dos o más razas. Del total de la población el 2.54% eran hispanos o latinos de cualquier raza.